# 立岩神社 (神山町)
立岩神社（たていわじんじゃ）は、徳島県名西郡神山町に鎮座する神社。別名は天岩戸立岩神社。

## 歴史
創建年は不詳。標高650mの元山の山頂に鎮座。
鳥居をくぐり200ｍほど進むと神社の御神体である天の立岩があり、神社の後ろにある大きな岩が二つに割れている様子は岩の扉のように見える。神社のある元山という地名も、『阿波国風土記』に現れる「アマノモト山」と結びつけて考える説や、全ての人間が生まれているところである女性器の形をした神体にちなんだものではないかという見方がある。また徳島市多家良町にある立岩神社には、男性器にちなんだものと思われる巨石が神体であり、2つの岩を関連付けて見る向きもある。
古事記は阿波の物語であるという解釈に基づき研究活動を行っている阿波古事記研究会は、この岩が古事記中の天岩戸であると主張しており、2005年には天岩戸開元祭を開いてこの旨を説明する看板を設置した。一方、日本各地の巨石信仰に詳しく、『岩石を信仰していた日本人』の著書がある吉川宗明は、この地がアマノモト山であるとする説、天岩戸と結びつける説、徳島市の同名神社と結びつける説の全てに疑念を示している。

## 祭神
- 志那都比古神
- 志那都比売神
- 弥都波女神

## 交通
- JR徳島駅より車で約時間。
- 徳島自動車道「藍住インターチェンジ」より車で約1時間10分。